# Vredenburg (plein)

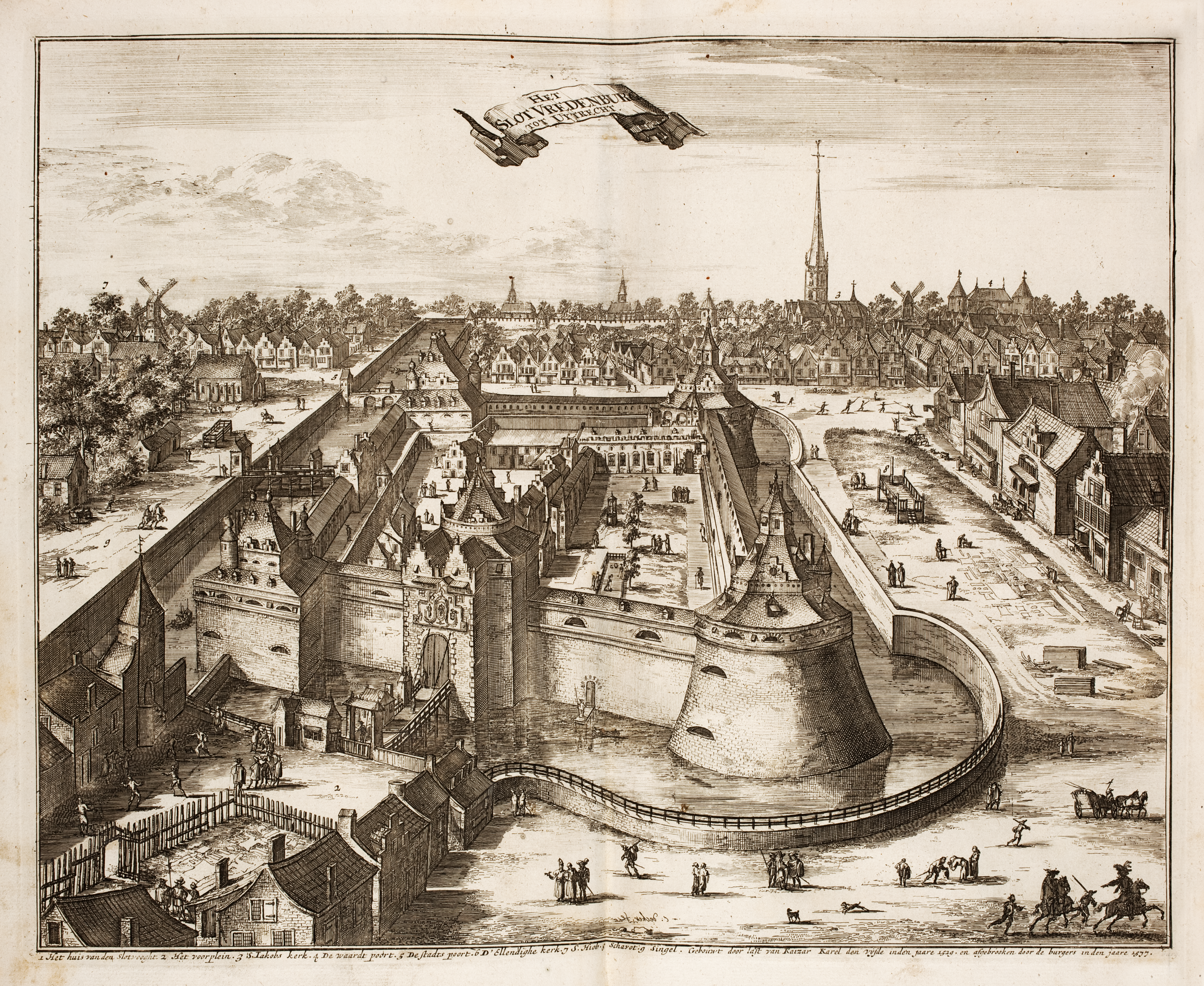
Kasteel Vredenburg

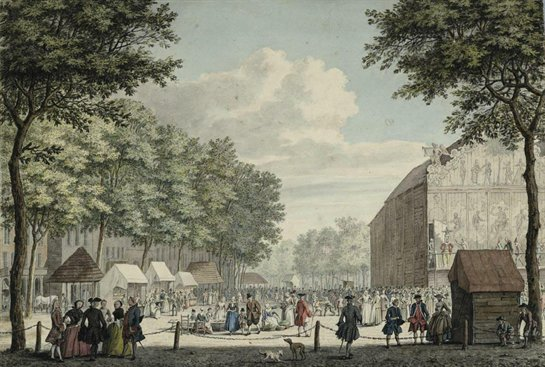
Het Vredenburg getekend door Jan de Beijer rond 1760. In de tekening is een kermis gaande met rechts een theatertent

Het Vredenburg, ook bekend als Vreeburg is een druk plein in de Nederlandse stad Utrecht. Het is tevens de naam van de aangrenzende straat, die het Centraal Station verbindt met de oude binnenstad. Het plein maakt deel uit van het winkelgebied in het centrum van Utrecht en grenst aan het winkelcentrum Hoog Catharijne. Op drie vaste dagen (woensdag, vrijdag en zaterdag) wordt er markt gehouden. Het Vredenburg is gelegen aan een belangrijke busroute, de Binnenstadsas, een HOV-route richting de universiteit in Science Park. 

## Geschiedenis
Op het terrein van het tegenwoordige Vredenburg werd in de twaalfde eeuw een aan de heilige Catharina van Alexandrië gewijd johannieterklooster gesticht, mogelijk nog vóór Utrecht in 1122 stadsrechten kreeg. Bij de aanleg van een stadswal kwam het terrein binnen de stad te liggen. Het terrein hier had in de middeleeuwen nog de naam Catharijneveld. Aan het klooster werd op deze locatie een gasthuis verbonden.
In 1529 moest het klooster plaatsmaken voor het Kasteel Vredenburg, waarnaar het huidige plein is genoemd. Deze dwangburcht werd in opdracht van Karel V gebouwd om de stad beter te beheersen. Tijdens de Tachtigjarige Oorlog, in 1577, werd het kasteel door de Utrechtse bevolking ingenomen en vervolgens afgebroken. Volgens de overlevering zou Trijn van Leemput op 2 mei 1577 na het beleg van Vredenburg een grote groep vrouwen hebben verzameld en zijn opgetrokken naar het kasteel Vredenburg, waar ze het signaal gaf om het kasteel te slopen. Een klein restant van dit kasteel is nog altijd te zien. Het Vredenburg is na de sloop van het kasteel een ruim plein geworden waar veel handel werd en wordt gedreven. Zo vonden er eeuwenlang de veemarkten plaats.
Vanaf omstreeks 1800 was er (met tussenpozen) een schouwburg op het plein. In 1894 bovendien aan de westzijde de Fruithal en Korenbeurs. Deze laatste gebouwen moesten in 1928 weer wijken voor de eerste Jaarbeursgebouwen, en de schouwburg werd in 1941 gesloopt. Het plein telde twee bioscopen in de 20e eeuw: Bioscoop Vreeburg en de Palace.
Ook de jaarbeursgebouwen hebben het niet uitgehouden: in de jaren 1970 werden zij gesloopt om plaats te maken voor een deel van winkelcentrum Hoog Catharijne en Muziekcentrum Vredenburg.

### 21e eeuw
In het kader van de Aanpak Stationsgebied is er ook op het Vredenburg veel veranderd. Hoog Catharijne is daar verbouwd en uitgebreid. Aan de noordzijde van het plein werd het muziekcentrum verbouwd en uitgebreid tot TivoliVredenburg en daarnaast verrees het woon-winkelgebouw, "De Vredenburg". De poffertjeskraam en een openluchtfietsenstalling moesten hiervoor wijken en zijn in 2007 verwijderd. Door de bouw van De Vredenburg zijn het plein en de noordelijke straat grotendeels van elkaar gescheiden: alleen een brede strook (die in het verlengde ligt van de St.-Jacobsstraat), en de Vlaamse Toren (een steeg tussen het gebouw De Vredenburg en TivoliVredenburg), verbinden het plein en de straat met elkaar. In 2014 is de straat Vredenburg (na het gereedkomen van TivoliVredenburg) opnieuw ingericht: de straat is nu alleen nog maar toegankelijk voor bussen, taxi's, hulpdiensten en langzaam verkeer. De eenrichtings-rijbaan voor auto's die voorheen voor het Muziekcentrum liep is verwijderd aangezien de levering van apparatuur en bevoorrading van TivoliVredenburg nu via een ondergrondse toegangsroute bij de Catharijnekade  plaatsvindt. Alleen een gedeelte van de bussen stopt nog op het Vredenburg zodat het aantal stopplaatsen voor de bus verminderd kon worden, de bussen naar de noordelijke wijken stoppen (net zoals voor CU2030) om de hoek van het Vredenburg op de St.-Jacobsstraat. Alle bussen naar de oostelijke wijken en verder stoppen op de Potterstraat, dat is een straat die zich twee straten oostelijker van het Vredenburg bevindt. Het plein heeft in 2019 (na de afronding van de nieuwbouw en verbouwing van Hoog Catharijne aldaar) een nieuwe betegeling gekregen in het kader van CU2030.

## Monumenten
Op het plein Vredenburg en aan de straat met dezelfde naam staan bij elkaar drie rijksmonumenten:
- Vredenburg 3: een voormalig hotel, in 1904 tot café-restaurant "Bellevue" verbouwd; vervolgens in 1915 verbouwd waarbij het de Jugendstil gevel kreeg.
- Vredenburg 34: pand uit het midden van de 18e eeuw met geveltop in Lodewijk XV-stijl
- Vredenburg 40: beter bekend als het Vinkepand; een wooncomplex uit 1857 in neoclassisistische stijl

Ook staan er aan het plein vijf gemeentelijk monumenten: 
- de grote zaal van Muziekcentrum Vredenburg (sinds 2014 onderdeel van TivoliVredenburg)
- Vredenburg 1: winkelpand met 19e-eeuwse details en mogelijk nog een middeleeuwse basis.
- Vredenburg 14/15: een hotel met in de lobby een vroeg werk van Jan Wolkers: een plaquette voor de eigenaren. Het hotel werd gebouwd met Marshall-hulp als vervanging van het in 1944 gebombardeerde Hotel Centraal aan het Stationsplein.
- Vredenburg 35: een 17e eeuw diep woonhuis
- Vredenburg 39: een hoekpand gebouwd in 1865 in neoclassisistische stijl

## Trivia
- In 1595 vonden er heksenverbrandingen plaats op het Vredenburg.[2]
- Op het Vredenbrug stond vanaf 1842 een gasfabriek, tot in 1862 de Gemeentelijke Gasfabriek in gebruik werd genomen.
- Het plein komt voor onder de naam Vreeburg in de Nederlandse versie van het spel Monopoly.

## Fotogalerij

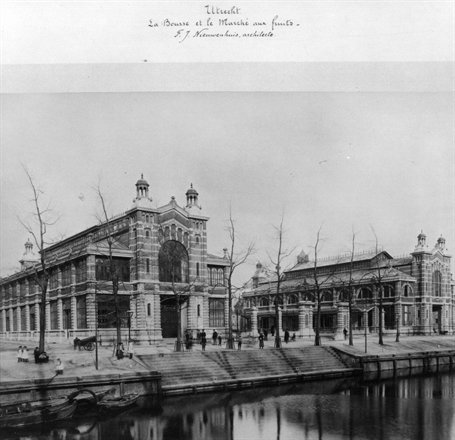
De Fruithal en Korenbeurs in 1898, voorganger van de Jaarbeurs
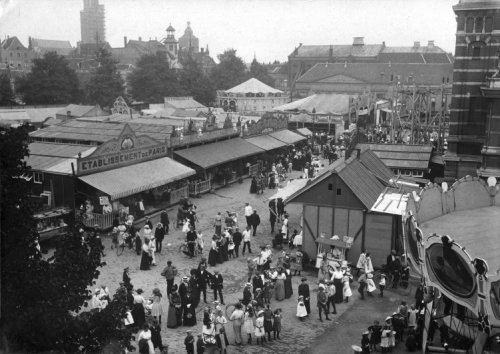
kermis in 1914
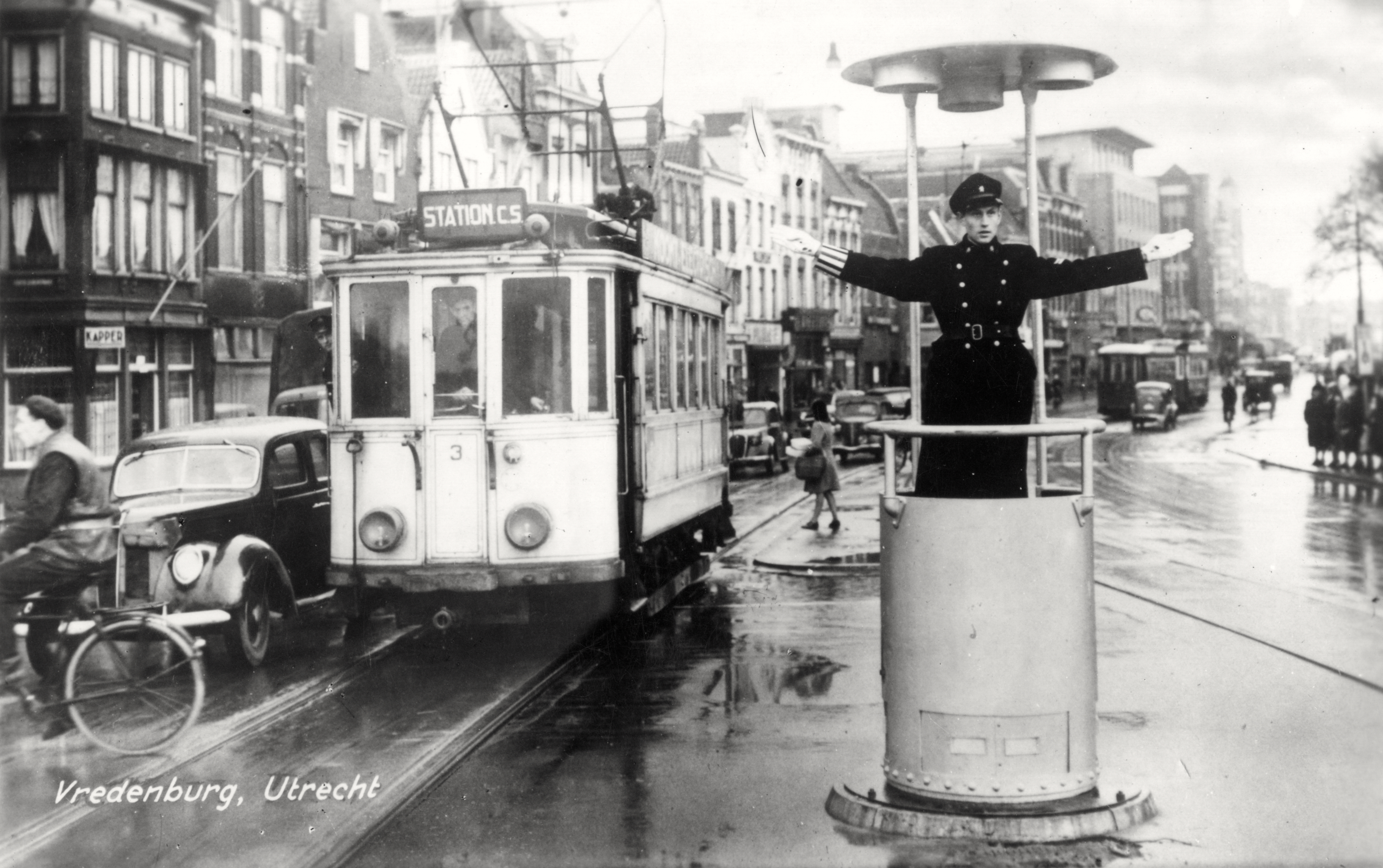
druk verkeer in 1918
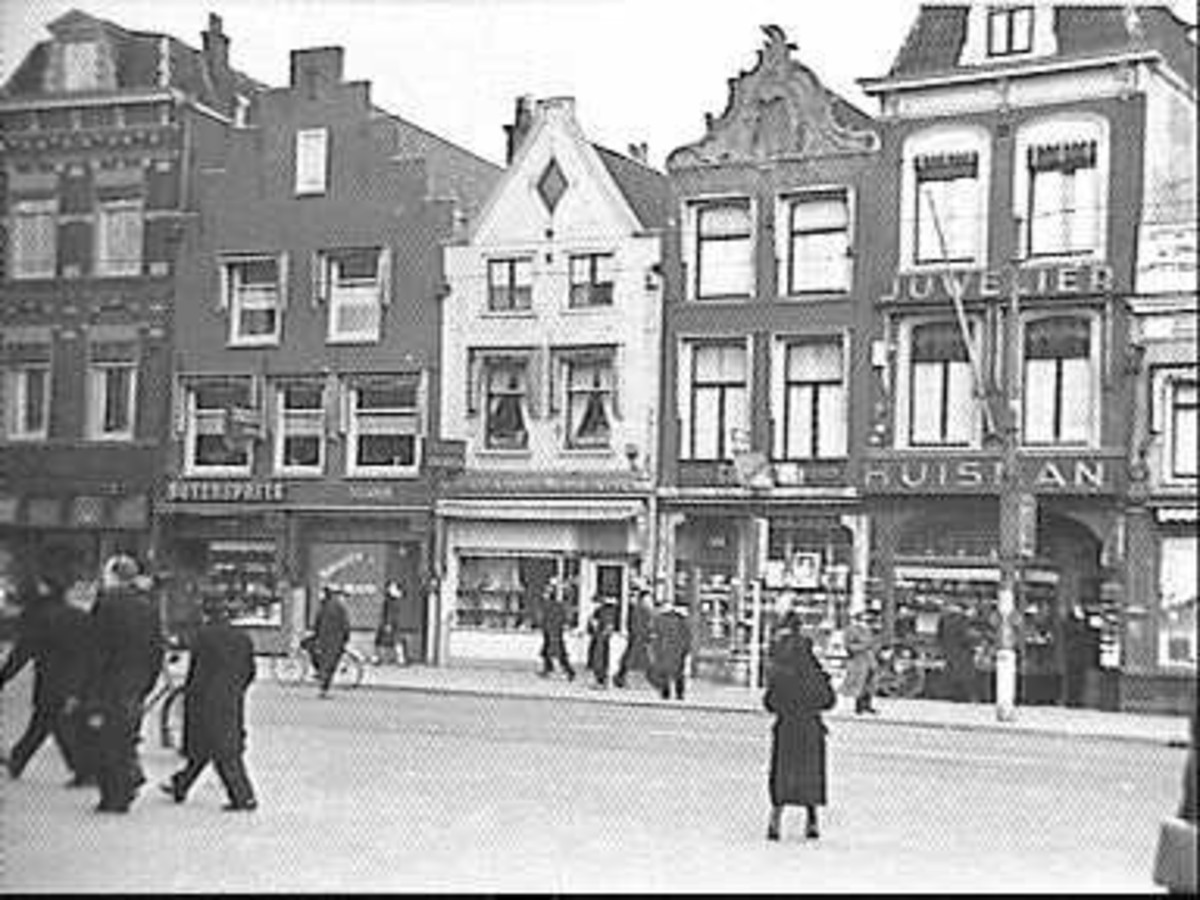
winkels in 1943
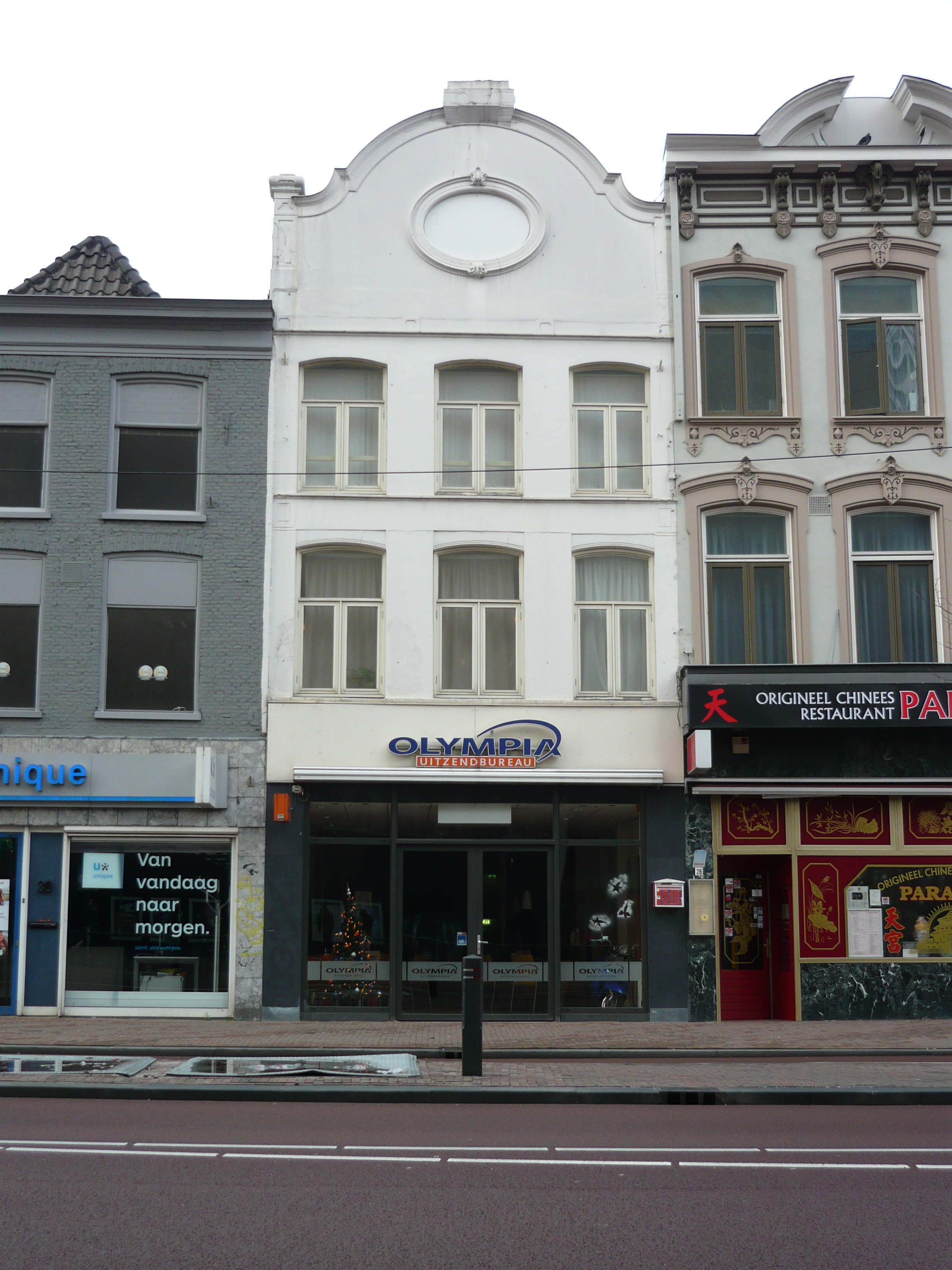
voormalige bioscoop Palace
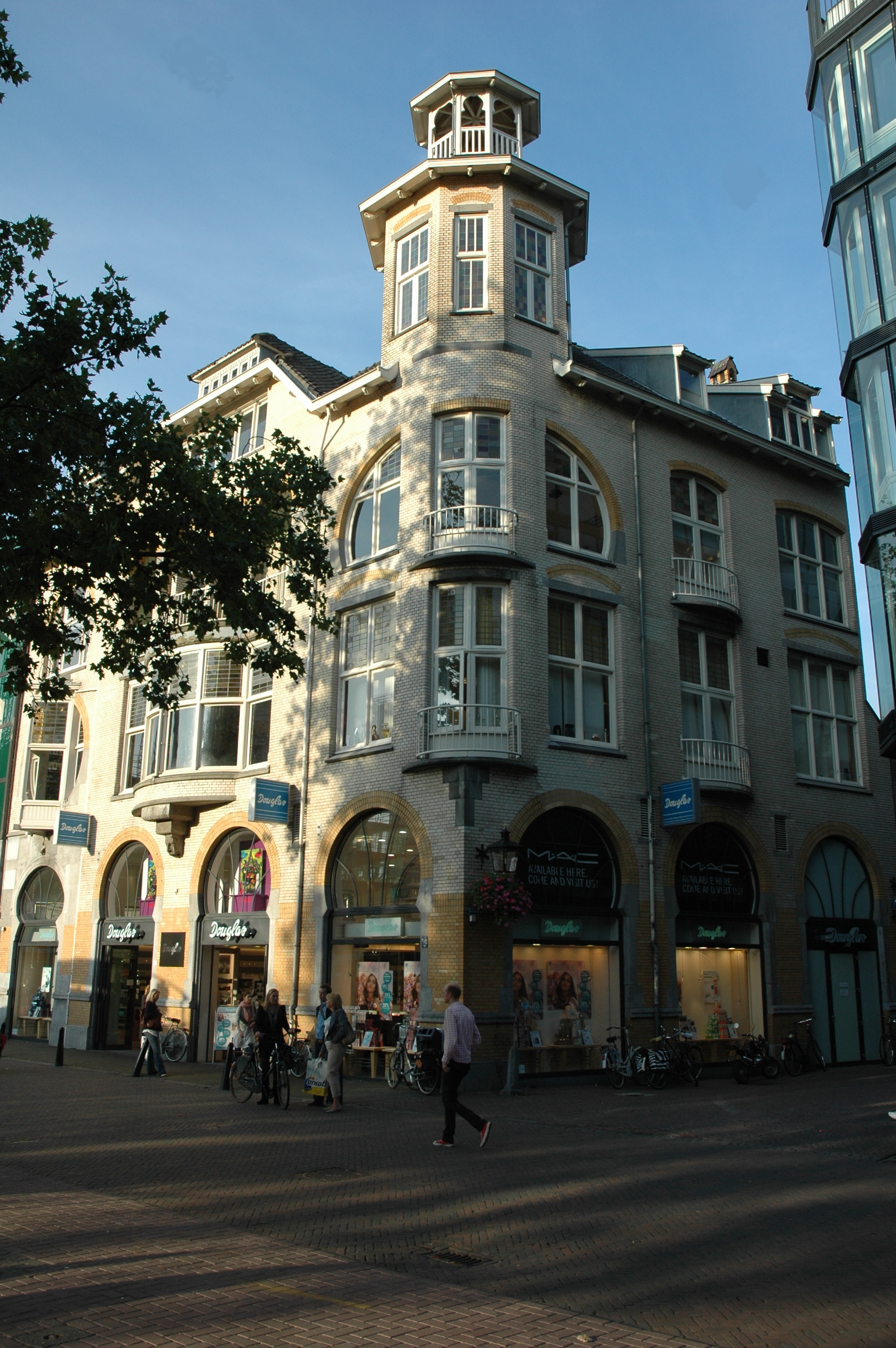
Jugendstil op de hoek met de Drieharingstraat
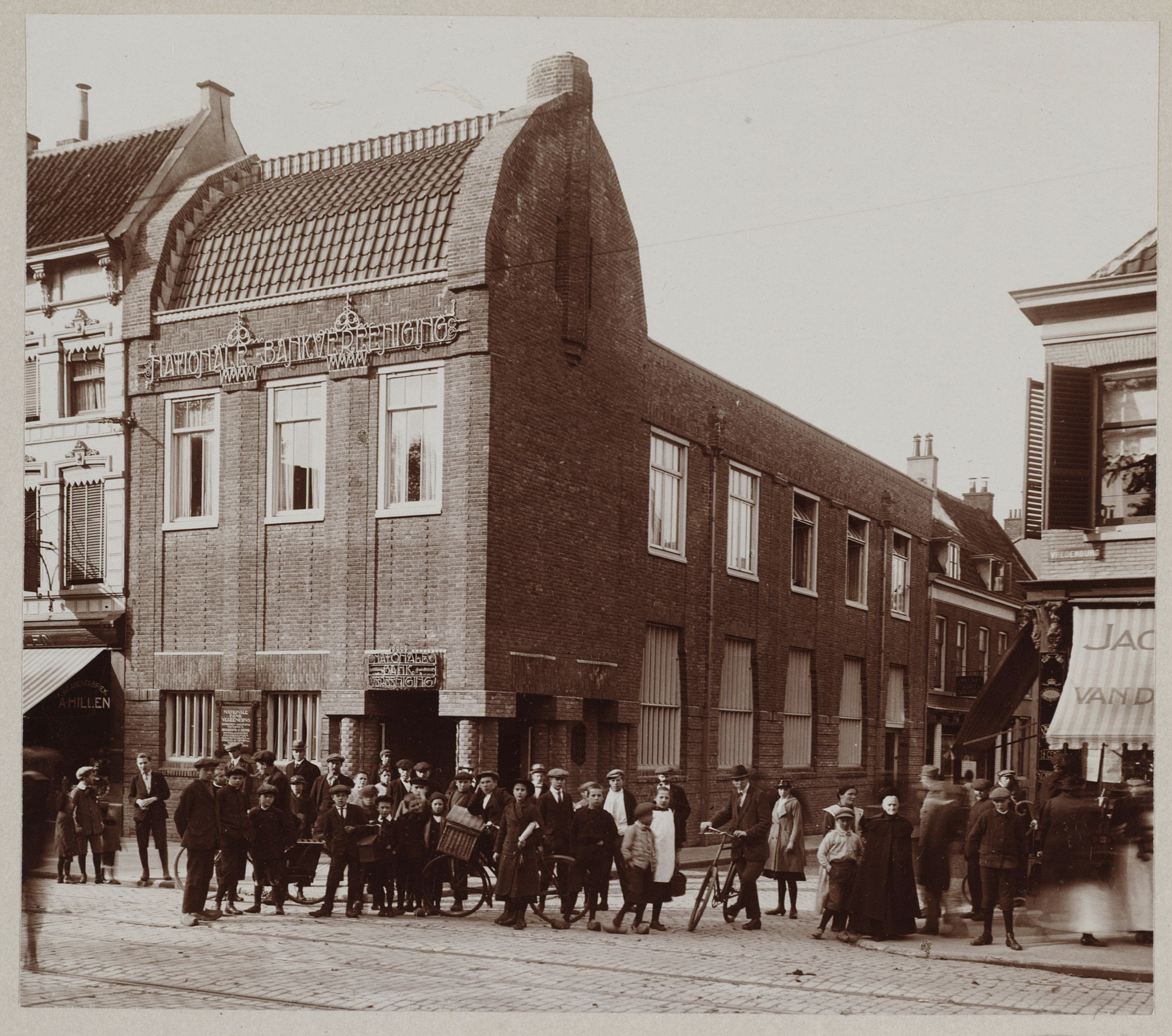
Nationale Bank Vereeniging aan Vredenburg 26 in 1918